# دهستان کوله
دهستان کوله نام دهستانی در بخش سارال شهرستان دیواندره، استان کردستان در ایران است. براساس سرشماری مرکز آمار ایران در سال ۱۳۸۵، جمعیت آن ۵۹۹۶ نفر (۱۲۴۵ خانوار) بوده‌است.